# الإسلام في ميانمار

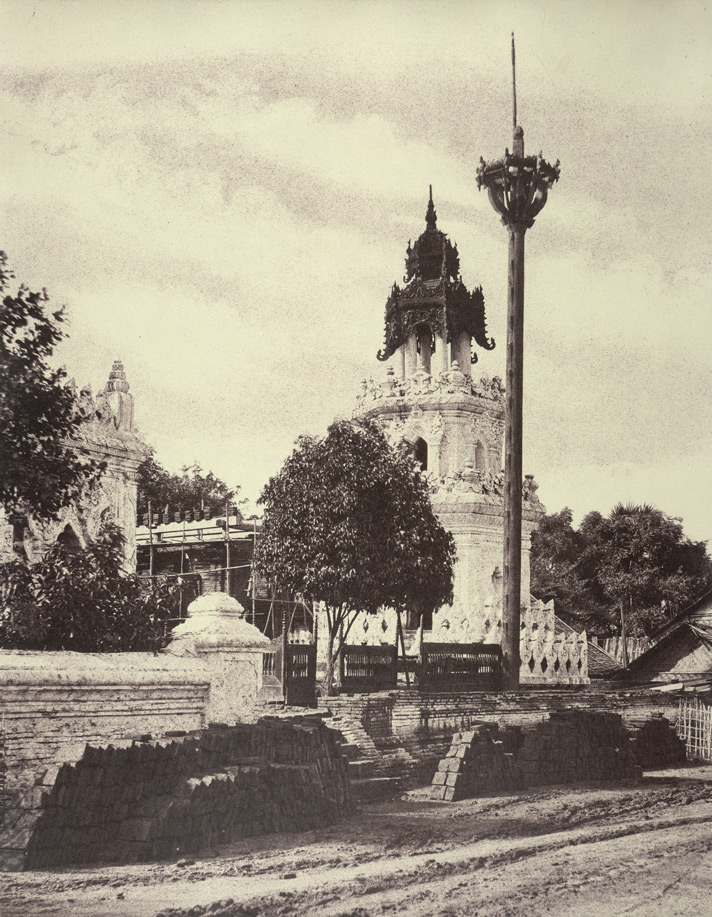
مسجد على النمط البورمي بحيث المنارة مقوسة بإتقان في أمارابورا خلال حكم أسرة كونبايونج.

الإسلام هو من بين ديانات الأقلية في بورما ويعتنقه 4% من السكان حسب الإحصاء الرسمي لحكومة ميانمار بينما يقول تقرير للجنة الحرية الدينية الأمريكية التابعة لوزارة الخارجية الأمريكية لسنة 2006 أن الإحصائية الرسمية تقلل من السكان غير البوذيين الذين قد تصل نسبتهم إلى 30%.

## التاريخ
وصل المسلمون دلتا نهر ايراوادي في بورما على ساحل تانينثاري وولاية أراكان في القرن 9 قبل أن يؤسس الملك آناوراهتا الإمبراطورية البورمية الأولى سنة 1055 م في باغان. وقد وثق الرحالة العرب والفرس والأوربيون والصينيون مستوطنات المسلمين الأولى ونشرهم الإسلام في القرن التاسع 9. فالبورميون المسلمون هم من سلالة شعوب مسلمة من العرب والفرس والأتراك والمورو ومسلمون هنود والبنغال والبشتون ومسلمون صينيون والملايو استقرت وتزاوجت مع المجموعات العرقية المحلية في بورما مثل الأراكانيين والشان والكارين والمون وغيرهم. كان المسلمون الذين وصلوا بورما إما تجارا أو مستوطنين أو عساكر أو أسرى الحرب أو لاجئين أو ضحايا العبودية. ومع هذا فقد استلم الكثير منهم مناصب مهمة في الدولة مثل مستشاري الملك ومسؤولين ملكيين وسلطات الموانئ ورؤساء البلديات وأطباء تقليديين.
وصل المسلمون إلى شمال بورما على حدود اقليم يونان الصيني كما هو مذكور في السجلات الصينية حوالي 860 م وكان يطلق عليهم أحيانا اسم باتي. وقد لوحظ أن المسلمين يقطنون في القرى والمستوطنات جنوبا بالقرب حدود تايلند الحالية، وأحيانا كثيرة يفوق عددهم عدد البوذيين المحليين. وفي إحدى السجلات ذكر أن سكان مدينة باثين جميعهم من المسلمين،، وقد حكمها ثلاثة ملوك هنود مسلمون في القرن الثالث عشر. كما وصل التجار العرب إلى مارتبان ومييك [الإنجليزية]، وهناك قرى عربية في الحدود الغربية لأرخبيل الميرغي.

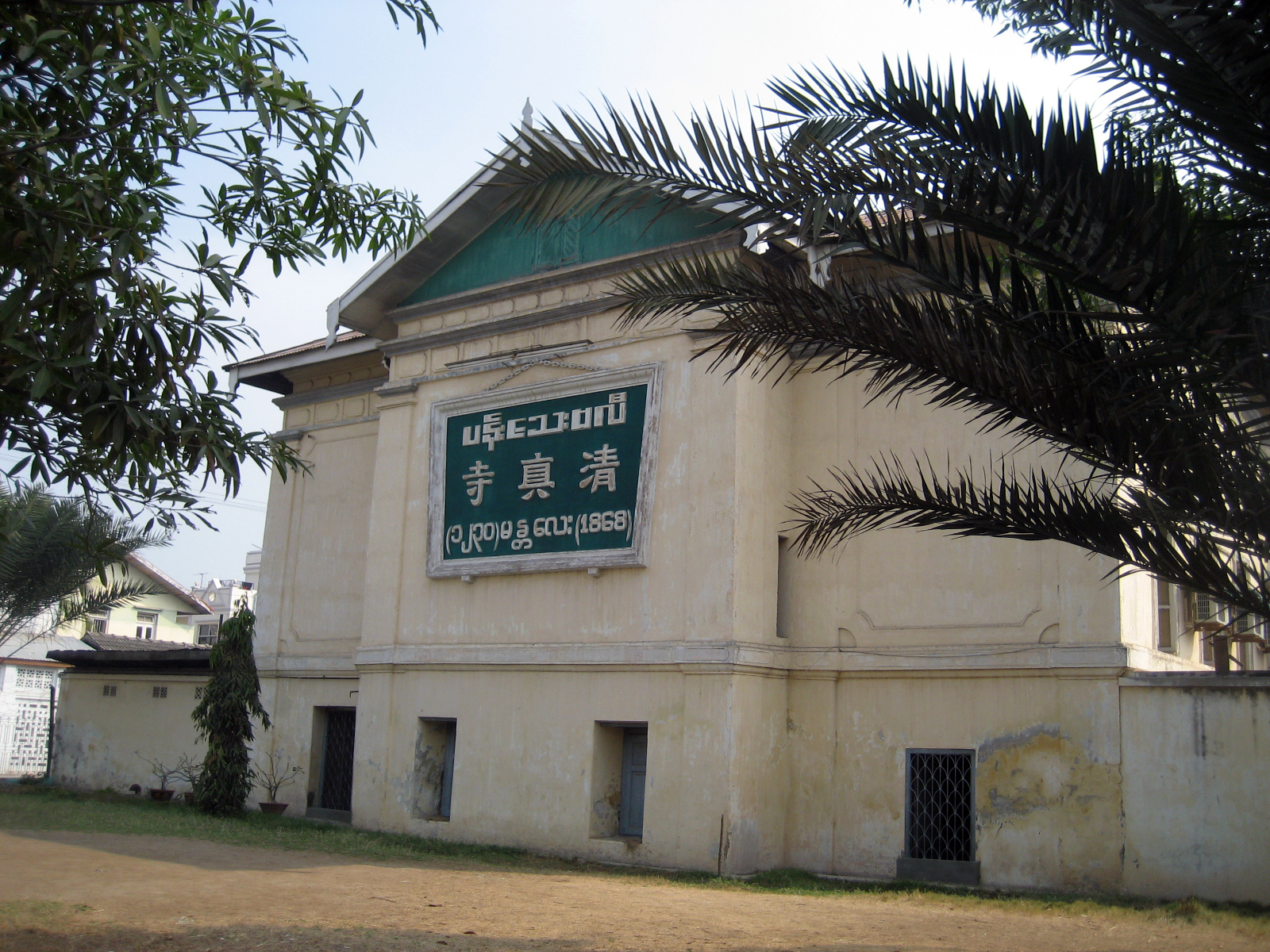
مسجد في ماندالاي

### تشتت المسلمين
ازداد عدد السكان من المسلمين خلال الحكم البريطاني في بورما بسبب موجات جديدة من المسلمين الهنود المهاجرين. ولكنها انخفضت انخفاضا حادا بعد 1941 بسبب الاتفاقية الهندية-البورمية، ثم مالبثت أن توقفت رسميا عند استقلال بورما (ميانمار) في 4 يناير 1948.

### فترة باغان

#### بيات وي وبيات تا
أول ذكر لوصول المسلمين عند مؤرخي بورما كان في فترة الإمبراطورية البورمية الأولى في باغان سنة 1044 م. حيث ذكر أن هناك بحاران عربيان مسلمان من أسرة بيات (بيات وي وبيات تا) قد وصلا السواحل البورمية بالقرب من ثاتون. (والمعروف ان هناك أسرة عربية من العراق وبعض الأسر من شمال الهند سورتي تحمل هذا الاسم إلى اليوم)، فبعد أن تحطمت سفينتهما أرادا استعمال الحطام من الخشب للوصول إلى الشاطئ، فاتخذا دير رهبان ملاذا لهم في ثاتون، وقد قيل عنهما أنهما كانا طويلا القامة وأجسامهم معتدلة وسريعين وكانا شجاعين وقويين. ووفقا للمصادر البورمية المتعلقة باخوين بيات فقد قالوا ان لديهم قوة فيل بالغ بعد أكلهم لحم سحري لفقير أو (زاو غيي)، وهي وجبة أعدت أصلا للراهب الذي أنقذهم. ونتيجة لذلك خاف منهم ملك ثاتون الملك، فقتل الأخ الأكبر عندما كان نائما في منزل زوجته. وتمكن الأصغر من الهروب إلى باغان ولجأ إلى ملك أناوارثا. فبقي قريبا من الملك حيث كان عليه أن يجلب الزهور من جبل بوبا الذي يبعد بضع عشرات الأميال من باغان عشر مرات في اليوم. ثم تزوج بفتاة من بوبا وانجبت له طفلين.
وقد كان للملك أناوراتا 1044-1077 م وحدات عسكرية مسلمة في جيشه وأيضا من الحرس الخاص. وعندما هاجم الملك أناوراتا مارتبان عاصمة المون كانت هناك وحدتين مسلمتين دافعتا بشراسة في صد الهجوم.

#### انجا يمان خان
عين الملك أناوراتا عربي مسلم مدرسا ملكيا لابنه الأمير ساولو. وقد اضحى ابن المعلم العربي واسمه رحمان خان بعد ذلك حاكما لمدينة باغو (بيغو) وتعرف باسم أوسا (وقد عرف بعد ذلك بالبورمية باسم انغا يمان خان، ويطلق انغا على العامة وليس أحد أفراد العائلة المالكة). وقد كان الملك ساولو قد أعطى تلك المدينة إلى صديق طفولته والذي هو أيضا أخوه بالرضاعة حيث كانت أم رحمان خان مرضعة الأمير ساولو.
في أحد المرات فاز رحمان خان بمباراة النرد أمام الملك، فقفز فرحا وصفق بكوعيه، مما أغضب الملك ساولو فتحدى رجولة رحمن خان إن استطاع أن يتمرد عليه ومعه مقاطعته باغو. فقبل رحمن خان التحدي فعاد إلى باغو وجهز جيشه من الخيالة وراكبي الفيلة وسار به إلى باغان حيث عسكر في جزيرة بيي داو ثار. وكان رحمان خان ذكيا وبارعا بالتكتيكات وملماً بجغرافيا وتضاريس المنطقة القريبة من أرض العدو حيث نجح في توظيفها لمصلحته، فأوقع الملك ساولو وأخيه كيانسيتا مع جيش باغان البورمي في فخ المستنقعات، مما أجبر الجيش على الفرار. وتمكن من القبض على ساولو واعتقاله.
حاول كيانسيتا انقاذ ساولو ولكنه رفض المساعدة معتقدا أنه لن يصيبه ضرر، ولكن سوء تقديره أدى به إلى أن يقتله رحمان خان. وأما رحمان خان نفسه فقد قتل بكمين نصبه له أحد الرماة القناصين. وبعدها أصبح كيانسيتا ثالث ملك لسلالة باغان، وقد استعاد الكثير من أسرى الهنود المسلمين عند توسيع إمبراطوريته، فاستقروا في وسط بورما.

### بحارة وتجار

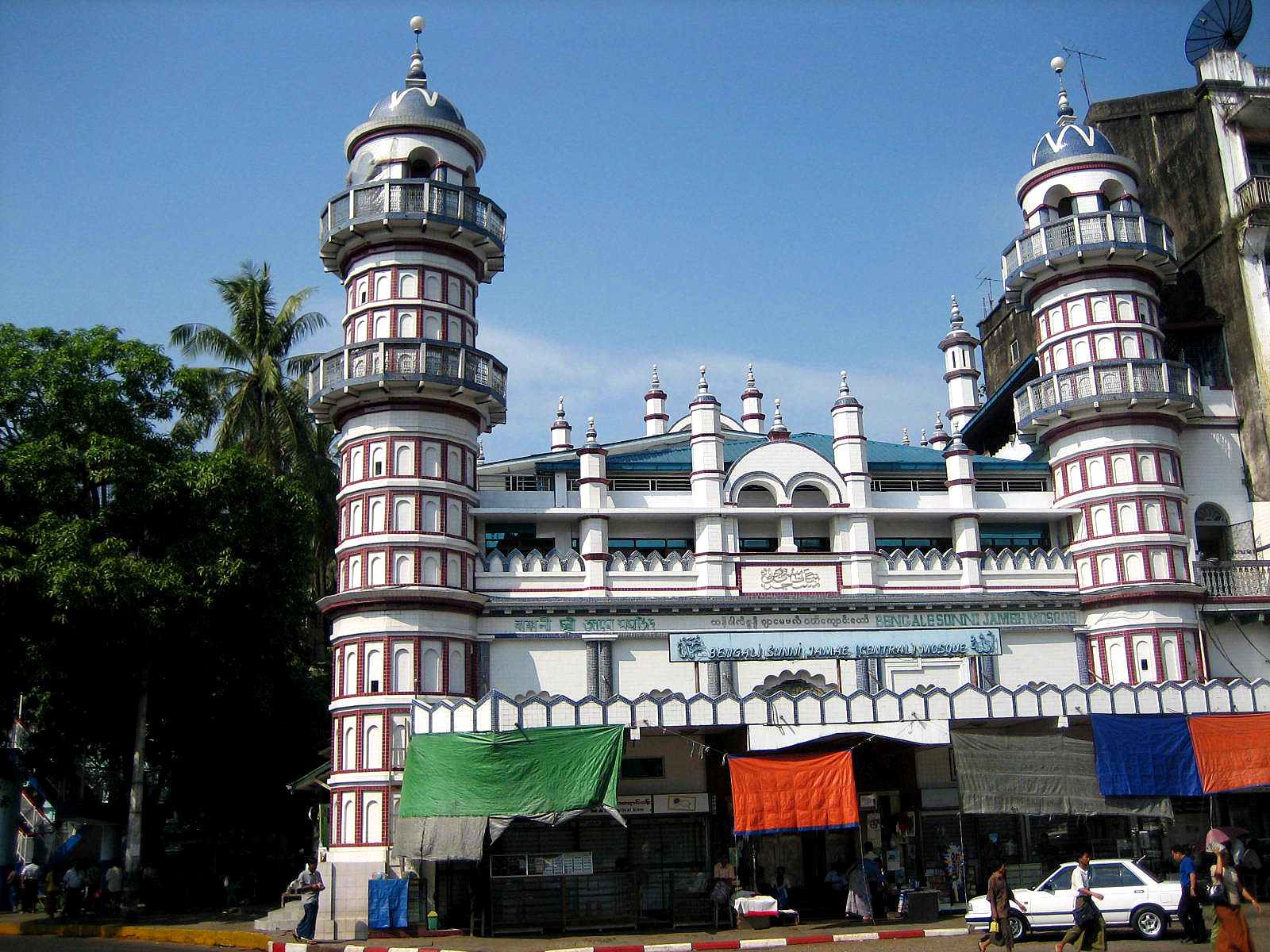
الجامع السني البنغالي، بنى في العصر الاستعماري، واحد من العديد من المساجد في يانجون.

ابتداء من القرن السابع الميلادي بدأ الرحالة العرب بالوفود إلى تلك المنطقة من مدغشقر، فوصلوا الصين عبر جزر الهند الشرقية حيث توقفوا في ثاتون ومارتبان. وقد ذكر المؤرخون العرب في القرن العاشر بحارة باغو الذين قد يكونوا مسلمين. وذكر أيضا ان العديد من البحارة والجنود من مسلمي بورما قد سافروا إلى ملقا في عهد السلطان اسكندر شاه سلطان ملقا في القرن الخامس عشر. وما بين القرن الخامس عشر إلى القرن السابع عشر ذكرت عدة سجلات عن مسلمي بورما من بحارة وتجار ومستوطنين كانوا موجودين على طول الساحل البورمي: من ساحل أراكان (راخين)، وساحل دلتا إيراوادي وساحل تانينثاري والجزر البورمية. ثم بدا التجار المسلمون في القرن السابع عشر بالهيمنة حتى أضحوا قوة يعتد بها، فعينوا حاكما لميرغو ونوابا للملك في مقاطعة تيناسرم وسلطات الموانئ وشاه بندر للموانئ. بنى البحارة المسلمون العديد من المساجد حيث كان لها نفس القدسية كما عند الديانات الأخرى مثل البوذيين والهندوس والصينيين. وكان يطلق عليها بدرموكان... بدرموكان، نسبة إلى بدر الدين أحد الأولياء الصالحين. وتوجد تلك في أكياب وساندوي وفي جزيرة مقابل مرجوي. كان للملك سين أسطولين صغيرين أسماهما الأرهي وسلامات وهي من الأسماء الإسلامية، وقائد أسطول الأرهي هو عربي. وفي سنة 1711 تبادل الملك السفارات والوفود مع إمبراطور المغول بهادر شاه.

### أسرى الحروب
لدى بورما تاريخ طويل مع مستوطنيها من أسرى الحروب المسلمين. فعندما هاجم تابنسويتي ملك تاينجو 50-1530 هانتوادي، ساعد الجنود المسلمون المون بالمدفعية. ثار نات شن ناونغ ملك تاينجو على الملك أناوكبتلون الذي اسس سلالة في أفا سنة 1613. ولكنه هزم وانسحب إلى ثانليين والمسماة ذاك الوقت سيريام سنة 1613 وكانت تحت حكم البرتغاليين، فسقطت المدينة بعد حصار طويل، وصلب نات شن مع الحاكم البرتغالي، واخذ العديد من المرتزقة الهنود والمسلمين مع خمس سفن حربية، حيث نقل المسلمين إلى شمال شويبو. فقام خليفته الملك تالون (1629-1648) بنقلهم واسكانهم في ميدو وساغانغ وياماثين وكياوكس وهي مناطق تقع شمال شويبو. وفي حكم الملوك الذين أعقبوه جرى توطين الأسرى المسلمين في أعالي ميانمار. وجلب الملك ساني (ساناي من جيي) عدة آلاف من أسرى الحرب المسلمين من ساندواي وأقامهم في ميدو سنة 1707 م. وأخذ ثلاثة آلاف لاجئ من أراكان خلال الفترة 1698-1714، حيث قسمهم على عدة مناطق. وفي منتصف القرن الثامن عشر هاجم الملك ألاينجبايا أسام ومانيبور الهنديتين وجلب منهما العديد من المسلمين واسكنهم في بورما، وقد كان هؤلاء النواة التي كونت مسلمي بورما. وخلال حكم الملك باغيداو (1819-37) هاجم قائد جيوشه ماها باندولا أسام وأسر منها 40,000 نصفهم مسلمون ونقلهم إلى بورما. وقد تمكن البورميون من أخذ مدفع ضخم و200 رماة بنادق وخليط من الجنود الهنود، في خضم ذلك فقد اعيد توطين المسلمين إلى الجنوب من أمارابورا على نهر ميتا.

### جنود البلاط المسلمون
خدم رجال المدفعية وحملة البنادق من المسلمين بانتظام في الجيش البورمي ووصل بهم أحيانا أن يكونوا من الحرس الملكي الخاص وذلك لأن ملوك بورما لم يثقوا أبدا في بني عمومتهم من جلدتهم. وسبب ذلك هو العرف السائد وهو من يقتل الملك يصبح ملكا مكانه، وقد ساد في التاريخ البورمي من أبناء قتلوا آبائهم وأخوة قتلوا إخوتهم ملوك كي يستولوا على العرش. فأناوراتا أول ملوك بورما قد قتل أخاه من أبيه الملك سوكاتي ليستولي على العرش. وسوكاتي نفسه حارب أباه الملك كنهساو حتى خلعه. وكان جيش أناوراتا (القرن الحادي عشر) ذاته قد ازداد بضخ وحدات من الجنود والحرس الشخصي الهندي، ويبدو أن المسلمين كانوا من بينهم. وعندما هاجم الملك تابنسويتي مارتبان سنة 1541 استبسل العديد من المسلمين في المقاومة. كذلك استعان الملك باينتنانج برجال المدفعية المسلمين عند غزوه أيوثايا (تايلند) في 1568-1569. وعند غزو الملك ألاينجبايا سيرم الهندية أجبر أسرى الحرب المسلمين على العمل في جيشه. وفي حكم الملك باغان من 1846-1853 عين يو شوي أوه وهو مسلم بورمي حاكما للعاصمة أمارابورا. أما وزيره يو باينج (أيضا مسلم) فقد عرف بجهوده في بناء جسر من خشب الصاج طوله ميلان ويعبر بحيرة تاونج ثا مان، ولا يزال الجسر موجودا إلى الآن وأصبحت المنطقة المحيطة متنزها للسياح. وقيل ان حاكم باغان سنة 1850 كان مسلما أيضا، وقد عين ملوك بورما العديد من المسلمين في دوائرهم الخاصة: حراس الملك الخاصين ومراسليهم ومن المترجمين والمستشارين.

### أسرة كونباونج
هاجم الملك ألاينجبايا مؤسس سلالة كونباونغ شعوب المون بالقرب من باياي. وقد ساعدت مدفعية المسلمين محاربي المون في دفاعهم ضد الغزاة، مما عرض العديد من الجنود البورميين للقتل أو الإصابات المميتة بسبب نيران تلك المدفعية.
ثم وفي سنة 1755 غزا ألاينجبايا داجون وأعاد تسميتها إلى يانجون، وتعني «نهاية الصراع». فاستسلم محاربو المون ومعهم أربعة مسلمين أغنياء استسلموا بحوزتهم هدايا ثمينة وذخائر إضافة إلى أربعة سفن حربية. وبعدها هاجم ألاينجبايا ثانلين حيث أسر العديد من رجال المدفعية المسلمين، وقد سمح لهم بعد ذلك بالعمل في جيشه إضافة إلى تمكنه من أسر اربع سفن حربية. وبعد أن احتل باجو استعرض بجيشه في موكب عسكري فسمح لجنود باثي المسلمين أن يلبسوا زيهم التقليدي في الحرب.
يعتبر الملك بودابايا (1781-1819) من أسرة كونباونغ أول ملك لبورما اعترف برعاياه المسلمين بموجب مرسوم ملكي، فعين عابد شاه حسيني ومساعديه نجا شوي لو ونجا شوي أي وزراء مختصين لإصدار أحكام في النزاعات التي تنشب بين مسلمي بورما حول مواضيعهم الخاصة. قبر عابد شاه حسيني معروف جدا وهو مزار في أماربورا. اشتهر فوج سلاح الفرسان 70 المسلم التابع لخان ساب بو بالقوة، خلال حكم الملك باقيداو سنة 1824 حيث قاتل مع 100 من فرسانه وحدته الإنجليز في معركة جاو تاوت بالين بضراوة وشجاعة، ومع أن الإنجليز أرسلوا عشرة آلاف مقاتل إلا أنهم هزموا في تلك المعركة، وقد تم تكريم 1300 من أتباعه المسلمين المسمون ب كالا بيو (وتعني الجنود الهنود الشباب) بإعطائهم الزي المخملي الملون. فخان ساب بو اسمه عبد الكريم خان وهو والد القائد والي خان المشهور بفوجه من سلاح الفرسان خلال حكم الملك مندون وثيباو من. وقد أرسل الملك باقيداو خان ساب بو سفيرا إلى الهند الصينية.
بعد أن عزل شقيقه في أعقاب الحرب الإنجليزية البورمية الثانية أظهر الملك مندون تسامحا لمسلمي بورما. فمنح بعضا منهم رتبا عالية في الجيش والإدارة المدنية. وفي سنة 1853 أعد حفلا خيريا بأن أمر بصنع طعام حلال ل 700 مسلم من جنود سلاح الفرسان. وعند تأسيسه مدينة ماندالاي منح عدة زوايا لسكن المسلمين، وخصص لهم أراضي لبناء مساجد ومنها مسجد كون يو. كما تبرع بعدة أعمدة لخشب الصاج من قصره لبناء مسجد شمال منطقة أوبو في ماندالاي، وبدأ في بناء مسجد في قصره الخاص ليصلي فيه حرسه الشخصي من المسلمين. أخيرا ساهم في بناء منزل في مكة يكون مخصصا لإستراحة البورميين عند أداء مناسك الحج.
بعد هزيمة الملك ثيباو من أمام البريطانيين سنة 1885، شكل مسلمو بورما عدة منظمات متخصصة للرعاية الاجتماعية والشؤون الدينية البورمية. وقد ازداد عددهم بحدة خلال الحكم البريطاني في بورما نتيجة لتوزع الجاليات الهندية.
كان عدد المسملين في أمارابورا زمن مملكة أفا إنوا (1855 م) حوالي 20,000 عائلة. حيث بني في يانجون أول مسجد سنة 1826 بعد انتهاء الحرب الإنجليزية البورمية الأولى. إلا أنه تعرض للتدمير سنة 1852 عندما هاجم الإنجليز يانجون مرة أخرى.
وقد حصل تقهقر في تاريخ مسلمي بورما عهد الملك باغان من (1846-1852). حيث ألقي القبض على محافظ أمارابورا باي ساب ومساعده يوبين وحكم عليهما بالإعدام. وقد كان يوباين هو الذي تبرع ببناء الجسر المسمى الآن بجسر يوبين باستخدام أكثر من 1000 جذع لخشب الصاج ولا يزال إلى الآن في حالة جيدة. بالرغم من أنه لا يعرف النية الحقيقية أو الهدف من بناء هذا الجسر، إلا أنه قبل بناء الجسر كان بإمكان سفينة السفير البريطاني آرثر فير أن تبحر إلى سور مدينة أمارابورا مباشرة، لكن الجسر قد عرقل فعلا هذا الطريق للبريطانيين.

#### الملك مندون
هرب مندون وأخوه كا ناونج مع حاشيتهم إلى شوي بو خلال حكم باغان من حيث بدءا بالثورة. وقد انضم مع الأميرين كل من يو بو ويو يويت وهما مسلمان. وقد انضم إليهم لاحقا بعض رجال المدفعية الكالا بيو البورميين المسلمين. وقد تبرع يوبو ببناء مسجد جيون والذي لايزال بنائه موجودا في ماندلاي. وقد جعل الملك مندون بعد اعتلائه العرش خياطه الخاص مسلما واسمه يو سو، وعين كابول مولوي قاضيا ليحكم في أمور المسلمين حسب الشريعة الإسلامية.
شارك 400 من جنود القبطان من هتن من يازار المسلمين لمسح الأراضي لبناء مدينة ماندالاي الجديدة. وقد خصص لمسلمي بورما أماكن وزوايا محددة في مدينة ماندلاي ليقطنوا فيها. كما خصصت أرض لمسلمي بورما من أصول صينية في بانثاي دان في ماندلاي. وفي تلك المناطق والزوايا تم بناء حوالي 20 مسجدا تقع جميعها خارج سور القصر. كما تكرم الملك مندون فسمح أيضا ببناء مسجد في الأرض الممنوحة للبانثيين وهم مسلمو بورما الصينيون.
وفي داخل أسوار القصر فقد تبرع الملك مندون بنفسه ببناء مسجد لحرسه الملكي، حيث وضع حجر الأساس للمسجد في الجزء الجنوبي الشرقي من القصر ويقع بالقرب من نصب الاستقلال الحالي. وكان اسمه مسجد شوي بانيت. وقد دمره البريطانيون لبناء ملعب للبولو.
وكذلك تبرع الملك مندون (1853-1878) ببناء نزل استراحة لرعاياه من حجاج بورما المسلمين في مكة المكرمة لتأدية فريضة الحج. وأمر كلا من ناي ميو جونا خليفة ويو فو ميا وحاجي يو سوي باو بلإشراف على المبنى. تبرع الملك كان لاستكمال بناء المبنى الذي بدأ من تبرعات مسلمي بورما.
وبتاريخ 28 نوفمبر 1885 بعد أن استولى البريطانيون على الحكم في بورما وهزموا الملك ثيباو من، بدأ البريطانيون في إعادة تنظيم الإدارة الجديدة مع كين وون من جيا وتاي تار من جيا وشمل أيضا الوزير ماها هتن من يازار ممثل من البرلمان.

### إمبراطور مغول الهند المسلم
نفي آخر سلاطين مغول الهند محمد بهادر شاه مع أسرته وبعض أتباعه إلى يانغون في ميانمار. وقد مات في منفاه سجينا ودفن بتاريخ 7 نوفمبر 1862. وبعد أن استولى البريطانيون على كامل بورما، شكل مسلمو بورما عدة منظمات متخصصة للرعاية الاجتماعية والشؤون الدينية البورمية.

## التركيبة السكانية
وفقا للتعداد الحكومي فإن نسبة المسلمين هي 4% من سكان بورما. ولكن وفقا لتقرير حرية الاعتقاد الدولي تابع لوزارة الخارجية الأمريكية سنة 2006 فإن البلد يقلل دائما من أعداد غير البوذيين في تعداد السكان. ويقدر الزعماء المسلمون أن المسلمين قد تصل نسبتهم إلى ما يقرب 20% من السكان. وعدد العرقيات التي ينتمي إليها المسلمين هي 16 عرقية.
المجموعات العرقية لمسلمي بورما

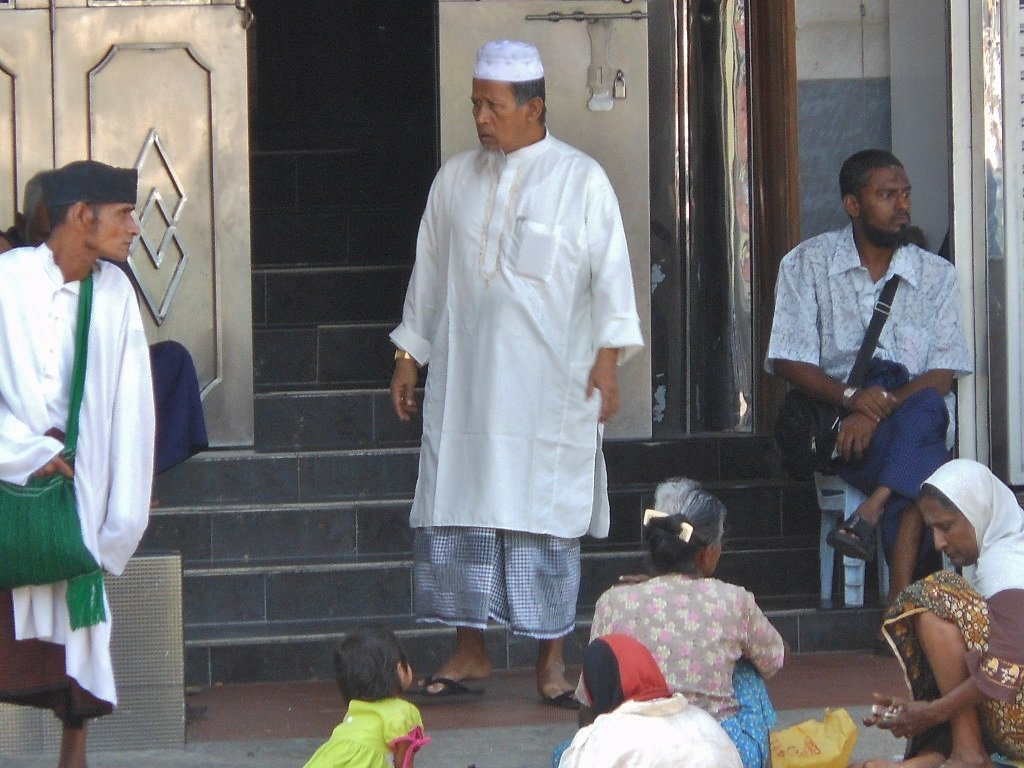
مسجد في بورما

- ينتشر المسلمون في أنحاء بورما على شكل مجتمعات صغيرة. ويتركز المسلمون من أصول هندية في رانغون.
- روينجية وهي مجموعة عرقية صغيرة ويوجدون في ولاية أراكان غربي بورما. ويرتكزون في بلدات شمال أراكان: مايونجداو وبوثيدايونغ وراثدايونغ وأكياب وساندواي وتونغو وسوكبرو وجزيرة راشونغ كياوكتاو.
- بانتاي وهم مسلمو بورما الصينيون.
- يوجد المسلمون من أصول ملايو في كاوثاونغ في أقصى الجنوب. ويسمى الأشخاص من أصول الملايو ومن أي ديانة كانت باسم باشو.
- مسلمو الزربادي وهم خليط تزاوج رجال من مسلمي جنوب آسيا والشرق الأوسط مع نساء من بورما.[71] وهم ذو أصول عربية (التجار)، يتواجدون في ماندالي ورانغون وديفيو وايراوادي وميغوي وولايتي شان ومون.
- باتي عرقية ذات أصول عربية ويقطنون ذات المناطق التي تقطنها الزربادي ولها نفس التاريخ.
- كاوثاولي (يعرفون بمسلمي كاوتولي) وهم من أصول آسامية ومانيبورية.
- سيلوني وهم من سليون.[72]
- الهنود الأوائل وهم من أصول بياتاوي أو بياتا يقطنون ذات المناطق التي تقطنها زربادي.
- مسلمو شان من أصل شالتي وبورمي، يقطن أغلبهم في ولاية شان.
- مسلمو كاشين من أصل كاشيني وبورمي، يسكنون أغلبهم في ولاية كاشين.
- مسلمو كارين من أصل كاريني وبورمي، يقطن معظمهم في ولاية كارين وتسمى رسميًا ولاية كايين وتقع جنوب بورما، وعدد قليل منهم في ايرزاوادي وولاية مون في قسم تناسرين.
- مسلمو كاياه من أصل كاياهي وبورمي ويسكنون في ولاية كاياه.[73]
- جين من أصول جينية وبورمية وروهينجية، يقطنون في ولاية جين.
- فورغة من أصل نيبالي وبورمي، يقطنون في ولايتي شان وكاشين.
- موت تالتج من قومية مون ذات الأصل البورمي، يسكنون في ولاية مون في قسم تناسرين.
- موملين من أصل روهينجي ويقطنون في ولايتي مون وبغيو.[74]
- سالون من أصل ملايو، ويقطنون تناسرين ولاية مون.
- الهنود من أصل هندي، يتواجدون في وسط بورما وأجزاء بورما السفلى.[75]

## الدين والمجتمع

### السياسة الرسمية
السياسة الرسمية المعلنة لحكومة بورما هي تساوي جميع المجموعات العرقية والدينية واللغوية في بورما. وقد ذكر قضاة المحكمة العليا في رانغون: "اليوم، يوجد أناس في عدة مناطق من بورما يختلفون عن البورميين في المظهر والحديث وتفاعلهم مع الأحداث التي تقع خارج حدود مساكنهم وذلك بسبب انعزال مناطقهم وطريقة حياتهم، ومع ذلك فهم قانونيا مواطنون في إطار قانون الجنسية للاتحاد (بورما)..... وبالتالي فلا تكون فحص مواطنة الشخص في العرق أو المظهر المجرد لشخص ما أو إن كان لديه معرفة بلغة ما من لغات الاتحاد." بالإضافة فقد أصدرت وزارة الشؤون الدينية بيانا حول حرية الدين في 2005:

تتوزع جماعات ميانمار العرقية في جميع أنحاء البلد منذ قديم الزمن. وهم يعيشون متحدين في سلام ووئام منذ زمن ملوك ميانمار القدماء. بالمقابل فقد اهتم ملوك ميانمار بأصحاب الديانات الأخرى من خلال التكرم ومنحهم فرص متكافئة في الدين والعلاقات الاجتماعية والاقتصادية مساوية للتي منحت للبوذيين. وكما هو معروف ولتمكين موظفي جلالة الملك بالوفاء بالتزاماتهم الدينية، فقد سمح ببناء مساجد ذات نموذج أراكاني ومندلائي وبانثائي وكذلك سمح ببناء الكنائس المسيحية وذلك لأداء الواجبات الدينية منها خلال تعاقب ملوك ميانمار. وفي فترة حكم الملك البوذي الخامس الملك مندون (1854-1878) فقد بنى استراحة الطاووس في مكة المكرمة لحجاج ميانمار المسلمين بحيث يكون نزلا مريحا خاصا لهم خلال فترة بقائهم بالحج التي تدوم شهرا ونصف الشهر. وكانت تلك واحدة من أفضل الإنجازات في تاريخ ميانمار حيث تبين اهتمام ورعاية ملوك ميانمار لرعاياهم المسلمين بدافع الخير. لذا فقد وضعت الحكومات المتعاقبة منذ عهد ملوك ميانمار القدماء حتى يومنا هذا جميع الديانات الرئيسية الأربعة على قدم المساواة في التعامل. بحيث سمح لأتباع كل دين بمزاولة شعائرهم الدينية وأداء واجباتهم بحرية. وتستند ثقافة ميانمار على التعاطف والمحبة، فأتباع الإسلام والمسيحية والهندوسية في ميانمار هم أناس مخلصون مثل بوذيو ميانمار

## الاضطهاد
أول ظهور للاضطهاد أسباب دينية وقعت في عهد الملك باينوانغ 1550-1589 م. فبعد أن استولى على باغو في 1559 حظر ممارسة الذبح الحلال للمسلمين، وسبب ذلك هو التعصب الديني، واجبر بعض الرعايا للاستماع إلى الخطب والمواعظ البوذية مما يجبرهم لتغيير دينهم بالقوة. ومنع أيضا عيد الأضحى وذبح الأضاحي من الماشية. وقد منع أيضا الملك ألاينجبايا الأكل الحلال في القرن الثامن عشر.
وفي عهد الملك بوداوبايا (1782-1819) قبض على أشهر أربعة أئمة ميانمار مسلمين في مييدو وقتلهم في العاصمة أفا بعد رفضهم أكل لحم الخنزير. ووفقا لأقوال مسلمي مييدو وبورما فقد مرت على البلاد سبعة أيام مظلمة بعد إعدام الأئمة مما أجبر الملك على الاعتذار واصدر مرسوما باعتبارهم أولياء صالحين.

### أعمال شغب عنصرية ودينية
في ظل الحكم البريطاني ساهمت الضغوط الاقتصادية وكراهية الأجانب إلى زيادة المشاعر المناهضة للهنود ومن ثم المسلمين. ففي أعقاب أعمال شغب مناهضة للهنود سنة 1930، اندلعت توترات عنصرية بين العرقية البورمية وبين المهاجرين الهنود والسلطة البريطانية. وتحولت المشاعر البورمية ضد هؤلاء بأنهم أجانب وشملهم المسلمون من كافة الأعراق. وبعدها في سنة 1938 اندلعت أعمال شغب ضد المسلمين متأثرة بأقوال الصحف.

### حملة بورما للبورميين
تلك الأحداث السابقة أدت إلى ظهور حملة بورما للبورميين فقط، فنظموا مسيرة إلى بازار للمسلمين. وفرقت الشرطة الهندية تلك المظاهرة العنيفة مما أصيب فيها ثلاثة رهبان. فاستغلت الصحف البورمية صورا للشرطة الهندية تهاجم الرهبان البوذيين للتحريض على زيادة انتشار أعمال الشغب. فنهبت متاجر المسلمين ومنازلهم والمساجد فدمرت وأحرقت بالكامل، كما تعرض المسلمون إلى اعتداء وقتل، وانتشر العنف في جميع أنحاء بورما، فتضرر حوالي 113 مسجدا.

### لجنة تحقيق بريطانية
جراء تلك الأحداث عين الحاكم البريطاني لجنة تحقيق في 22 سبتمبر 1938، فقررت اللجنة ان السبب الحقيقي وراء ذلك السخط هو تدهور الأوضاع السياسة الاجتماعية والاقتصادية في بورما. فاستغلت الصحف هذا التقرير لبث الكراهية ضد البريطانيين والهنود والمسلمين. فحتى لجنة سايمون التي أنشئت سنة 1927 للتحقق من الآثار المترتبة على تطبيق نظام الحكم الثنائي في الهند وبورما قد أوصت بتعيين مقاعد خاصة لمسلمي بورما في المجلس التشريعي، وأوصت أيضا بتشديد ضمان حقوق المواطنة الكاملة لجميع الأقليات: الحق في حرية العبادة والحق في اتباع الأعراف الخاصة بهم والحق في التملك والحق في الحصول على حصة من الإيرادات العامة للإنفاق على مؤسساتهم الخيرية والتعليم الخاص بهم. وأوصت كذلك بحكومة مستقلة منفصلة عن الهند أو في حالة من السيادة الذاتية.

### اتحاد الشعب الحر لمناهضة الفاشية
تأسس اتحاد الشعب الحر لمناهضة الفاشية (Anti-Fascist People's Freedom League) بالمختصر: AFPFL للجنرال أون سان ومعه يو نو. ثم ظهر مؤتمر مسلمي بورما وذلك قبيل الحرب العالمية الثانية. وقد أضحى يو نو أول رئيس وزراء لبورما بعد استقلالها سنة 1948. وبعدها بفترة طلب من مؤتمر مسلمي بورما أن تسحب عضويتها من اتحاد الشعب الحر، وردا على ذلك قرر رئيس المؤتمر يو خين ماونغ لات الانسحاب من المؤتمر والانضمام إلى الاتحاد. وفي سنة 1955 طلب يو نو من مؤتمر مسلمي بورما أن يحل نفسه، ثم أزاله من عضوية اتحاد الشعب الحر في 30 سبتمبر 1956. وبعدها أعلن يو نو أن البوذية الدين الرسمي لبورما مما أثار غضب الاقليات الدينية.

### إنقلاب ني وين
ساءت أحوال الأقلية المسلمة وكذلك الأقلية الهندوسية في البلاد بعد انقلاب الجنرال ني وين، فقد طردوا من الجيش وتعرضت تلك الأقلية للتهميش والإقصاء. ووصفت الأغلبية البوذية المسلمين بأنهم «قاتلي بقر» حيث هي ذبائحهم من الماشية في عيد الأضحى، واستخدموا ضدهم كلمة كالا وهي كلمة عنصرية مهينة تعني الأسود. ووزعت اتهامات بالإرهاب ضد المنظمات الإسلامية مثل اتحاد كل مسلمي بورما مما اجبر المسلمين بالانضمام إلى جماعات المقاومة المسلحة للقتال لنيل الحرية.

### أعمال شغب ضد المسلمين في ماندلاي (1997)
في يوم 16 مارس 1997 وفي الساعة 3:30 عصرا ظهرت أخبار عن محاولة اغتصاب ابطالها مسلمين، فتجمهر ماعددهم 1,000-1,500 من الرهبان البوذيون وغيرهم من الغوغاء في ماندلاي. واستهدفوا بالبداية مساجد المسلمين، ثم املاكهم من محلات ومنازل وعربات النقل القريبة من المساجد. فقد أفادت التقارير بأنهم سلبوا ونهبوا ودمروا الممتلكات، واعتدوا على جميع الأماكن الدينية ودمروها، فقد قتل جراء أعمال الشغب ثلاثة أشخاص واعتقل 100 راهب.

### أعمال شغب ضد المسلمين في ستوة وتوانغو (2001)
كان التوتر بين البوذيين والمسلمين في أشده بستوة، فمشاعر الاستياء بينهما لها جذور عميقة وسببه أن كلا الطرفين يشعر أنه محاصر من الطرف الآخر. حتى اندلعت الشرارة الآولى في فبراير شباط 2001 عندما رفض سبعة من الرهبان الصغار أن يدفعوا لصاحبة كشك مسلمة ثمن كيك أكلوه عندها. ووفقا لأحد الشهود المسلمين أن المرأة انتقمت بأن ضربت أحد هؤلاء الرهبان الجدد. وأكد الشاهد بمجيئ بعض المسؤولين الرهبان للاحتجاج فأعقبه شجار. فضرب زوج البائعة أحد الرهبان على رأسه فنزف الدم منه. مما أشعل أعمال الشغب، فما حل المساء حتى بدأت الاضطرابات تنتشر بسرعة لعدة ساعات. حيث أضرم البوذيون النار في مساكن المسلمين وممتلكاتهم وأشعلوها. فأحرق نتيجة لذلك أكثر من 30 منزلا ودار ضيافة تابعة للمسلمين. وقد وقف رجال الشرطة والجنود موقف المتفرج ولم يفعلوا شيئا لإيقاف العنف منذ البداية. لاتوجد تقديرات موثوقة لعدد القتلى أو الإصابات، لكن حسب مصادر النشطاء المسلمين فقد توفي أكثر من 20 شخصا. وقع النزاع في الجزء الذي تسكنه الأغلبية المسلمة في المدينة، لذا فقد لحقت الأضرار معظم ممتلكات المسلمين.
في سنة 2001 وزع الرهبان في جميع الأنحاء كتيب «ميو بياوك همار سوي كياوك تاي» (الخوف من ضياع العرق) وغيرها من المنشورات المناهضة للإسلام. وسهلت جمعية اتحاد التضامن والتنمية توزيع الكتيبات، وهي منظمة مدنية أنشأها المجلس العسكري الحاكم، مجلس الدولة للسلام والتنمية. كان سبب تفاقم تلك المشاعر العدائية والتي أحس بها المسلمون هو الاستفزاز بعد تدمير تماثيل بوذا في باميان بولاية باميان في أفغانستان. فافادت تقارير منظمة حقوق الإنسان أن التوتر بين الطائفتين البوذية والمسلمة في توانغو كان موجودا بأسابيع قبل أن يتصاعد ويندلع في منتصف مايو 2001. وطالب الرهبان البوذيين بتدمير مسجد هانثا في توانغو «انتقاما» لتدمير تماثيل بوذا في باميان. وفي يوم 15 مايو 2001 اندلعت أعمال شغب ضد المسلمين في توانغوا، فخرب الغوغاء الذين يقودهم الرهبان البوذيون مقرات المسلمين من شركات وممتلكات وقتلوا مسلمين. فكانت الحصيلة مقتل أكثر من 200 مسلم وتدمير 11 مسجدا واحراق أكثر من 400 منزل. وفي نفس اليوم تعرض 20 مسلما كانوا يصلون في مسجد هان ثا للضرب من القوات الموالية للمجلس العسكري، فمات بعضهم. وفي يوم 17 مايو 2001 وصل الفريق ون ميينت السكرتير الثالث للمجلس العسكري ووزير الشؤون الدينية ففرض حظر التجول في توانغو. فتم قطع جميع خطوط الاتصالات، حيث هدمت جرافات المجلس العسكري مسجد هان ثا ومسجد سكة قطار توانغو في اليوم التالي. أما باقي مساجد توانغو فقد ظلت مغلقة حتى مايو 2002، وأجبر المسلمون على الصلاة في مساكنهم. وبعد أعمال العنف بيومين تدخل الجيش فتوقف العنف مباشرة. وكانت هناك تقارير افادت بأن السلطات المحلية نبهت كبار المسلمين قبل الهجمات وحذرتهم من عدم الرد لتجنب تصاعد العنف. وقد ظلت تفاصيل بدء الهجمات والذين قاموا بها غير واضحة قبل نهاية السنة، فالذي جرى من عنف قد زاد من حدة التوتر بين الطائفتين البوذية والمسلمة.

### أعمال شغب ضد المسلمين في أراكان (2012)
بدأ البوذيون إبادة جماعية أخرى في ولاية راخين في يونيو 2012، بعد أن صرح رئيس ميانمار ثين سين بأنه يجب طرد مسلمي الروهنجيا من البلاد وإرسالهم إلى مخيمات لللاجئين تديرها الأمم المتحدة. بدأ كل شيء في 3 يونيو 2012 عندما قتل الجيش البورمي والغوغاء البورميون 11 مسلما بدون سبب بعدما أنزلوهم من الحافلات، فقامت احتجاجات عنيفة في إقليم أراكان ذي الأغلبية المسلمة، فوقع المتظاهرون ضحية استبداد الجيش والغوغاء، حيث ذكرت أنباء مقتل أكثر من 50 شخصا واحراق آلاف المنازل حيث اشتبكت عرقيتي روهنغيا المسلمة مع البوذيون الأركان بغربي بورما.

### عملاء الفتنة
راجت فكرة أن الرهبان هم من أثار الشغب، ولكن يبدو أن تلك الفكرة غير مقنعة، فبعض تفاصيل الأحداث تجعلهم دون ذلك المستوى. فالخوف الكبير في بورما يأتي من جهاز المخابرات العسكرية المسمى مديرية استخبارات الأمن والدفاع، فالكل يعلم أن له جواسيس يعملون تحت رداء الرهبنة. فقد ذكرت منظمة حقوق الإنسان أن في أحداث شغب 2001 كان الرهبان يحملون هواتف نقالة، وهذا ترف غير متوفر للشعب البورمي، حيث أنه لا يمنح ذلك من خارج الاتصالات الحكومية إلا إلى القليل جدا من الناس. وقيل أيضا أن هناك انقساما ظهر جليا بين الرهبان مثيري الشغب والذين رفضوا الانجراف في الفتنة. وتعتقد هيومن رايتس ووتش وغيرها من المنظمات من أن تلك الحقائق قد اكدت وجود عملاء الفتنة بين الرهبان.

## وصلات خارجية
- مأساة شعب الأركان المسلم (بورما)، للكاتب محمد عيسى داود
- الإسلام في ميانمار على يوتيوب- تقرير قصير من قناة الجزيرة على اليوتيوب - 28-3-2012
- أوضاع مسلمي بورما
- المروعة فيلم احتراق المسلمين في ميانمار